# Biedocin
Biedocin – część Radzymina, w województwie mazowieckim, w powiecie wołomińskim, w gminie Radzymin.
Leży w zachodniej części Radzymina, przy intersekcji ulic Kasztanowej i Kozłowskiego. Obszar przecina szerokim łukiem droga ekspresowa S8.
Obszar ten stanowi zabudowania na terenach włączonych do Radzymina w związku ze znacznym poszerzeniem jego granic w latach 1920..